# Walter E. Boles
Walter Earl Boles (* 1952) ist ein australischer Ornithologe und Paläornithologe. Seine Forschungsinteressen gelten der Evolutionsbiologie, der Systematik, der Paläobiologie sowie der Biogeographie der australischen Avifauna, insbesondere den Sperlingsvögeln.

## Leben
Walter Boles ist der Sohn von Robert Joe Boles (1916–2007) und Louise Darby Boles (1925–2011). Sein Vater war Professor für aquatische Biologie an der Emporia State University in Kansas. 1974 graduierte Boles an der Emporia State University, von der er im Jahr 2000 mit einem Distinguished Alumni Award ausgezeichnet wurde. Von März 1975 bis Februar 2012 war er wissenschaftlicher Mitarbeiter und Sammlungsmanager an der Vogelabteilung des Australian Museum. Seitdem ist er Forschungsbeauftragter (Senior Research Fellow).
Im Jahr 2000 wurde er mit der Dissertation Investigations on the Tertiary Avifauna of Australia, with Emphasis on the Birds of Riversleigh, Northwestern Queensland zum Ph.D. an der University of New South Wales promoviert.
Boles hat über 100 Artikel über die australischen Vögel geschrieben, darunter waren im Jahr 2006 das Kapitel Rhipiduridae im elften Band und im Jahr 2007 die Kapitel über die Familien Orthonychidae, Eupetidae, Pachycephalidae und Petroicidae im zwölften Band des Handbook of the Birds of the World. 1988 erschien sein Buch The Robins and Flycatchers of Australia in der Reihe Birds of Australia des  National Photographic Index of Australian Wildlife. Im Jahr 1994 veröffentlichte er mit Leslie Christidis das Werk The Taxonomy and Species of Birds of Australia and its Territories. 1999 erschien in Zusammenarbeit mit Robert Edden das Buch Birds of the Australian Rainforests. Im Jahr 2008 brachte er ebenfalls mit Christidis das Buch Systematics and Taxonomy of Australian Birds heraus, das zu den Standardwerken über die Systematik der australischen Avifauna gehört.
1983 veröffentlichte er gemeinsam mit Wayne Longmore die wissenschaftliche Erstbeschreibung zum Eungellahonigfresser (Bolemoreus hindwoodi). 1992 stellte Boles die Gattung Emuarius für zwei fossile Emu-Arten aus dem Oligozän, 1999 die fossile Sperlingsvogelgattung Longimornis, 2006 die fossile Sperlingsvogelgattung Corvitalusoides und 2011 gemeinsam mit Trevor H. Worthy die Gattung Australlus für zwei fossile Rallenarten auf. 1993 ehrte er seinen Vater im Artepitheton der fossilen Greifvogelart Pengana robertbolesi und 2005 seine Mutter im Artepitheton der fossilen Storchenart Ciconia louisebolesae.
1995 stellte er in der Zeitschrift Nature Überreste des ältesten bekannten Sperlingsvogels aus der Fossillagerstätte Murgon im südöstlichen Queensland vor, die auf ein Alter von 45 bis 55 Millionen Jahren datiert werden. Im Jahr 1997 erfolgte im Journal Emu eine umfangreichere Betrachtung, jedoch ohne Beschreibung einer Familie, Gattung oder Art. 2007 gehörte Boles zu einem Team von Wissenschaftlern, das die Familie Notiomystidae für den Stichvogel einführte.
Im Oktober 1990 gehörte Boles zu einem Team, das einen überfahrenen Höhlensittich entdeckt hatte; der erste positive Fund, nachdem diese Art mehr als 70 Jahre für verschollen gehalten wurde.
Boles ist Mitglied in der International Ornithological Union und im Exekutivrat der Society of Avian Paleontology and Evolution (SAPE). Er war Honorarlehrbeauftragter oder Lehrbeauftragter an der University of Sydney, der University of New South Wales und der Charles Sturt University.

## Dedikationsnamen
Im Jahr 2011 stellten Árpád Nyári und Leo Joseph die Honigfresser-Gattung Bolemoreus zu Ehren von Walter E. Boles und Wayne Longmore auf. 2012 benannte Trevor H. Worthy die fossile Schlangenhalsvogelart Anhinga walterbolesi nach Waler E. Boles. 2019 wurde die fossile Lackvogelart Dasyornis walterbolesi aus dem Miozän beschrieben und nach Boles benannt.